# Burčák

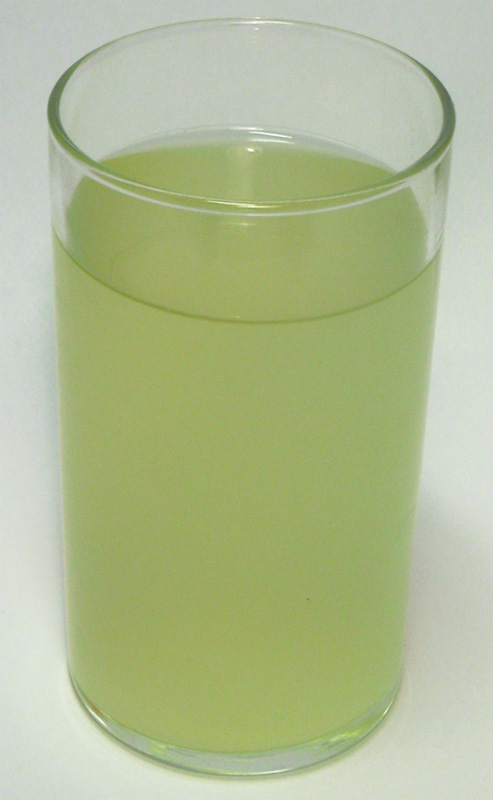
Burczak w szklance

Burčák [burt͡ʃa:k] – czeskie słowo oznaczające napój winny będący częściowo sfermentowanym moszczem z winogron. Jest to półprodukt powstały podczas produkcji wina, który nadaje się do spożycia już kilka dni po rozpoczęciu fermentacji moszczu. Zawartość alkoholu w burczaku wynosi 4–10%.
Burczak pije się szczególnie w Czechach i na Słowacji, gdzie znany jest pod nazwą burčiak, oraz w sąsiedniej Austrii, pod nazwą Sturm (w Niemczech używa się słowa Federweißer, Suser, Sauser, Neuer Süßer, Junger Wein, Neuer Wein). W innych krajach konsumpcja tego typu napoju nie jest zbyt częsta, w większości języków nawet nie ma stosownego słowa. Na przykład w języku angielskim określa się go peryfrazą must lub new half-fermented wine, ewentualnie new wine (określenie to jednak w rzeczywistości oznacza młode wino).
Na rynku pojawia się głównie burczak z białych winogron. Dobry burczak jest koloru jasnożółtego, o różnym stopniu mętności, lecz bez fragmentów owoców ani dużych skupisk drożdży. Na dnie oraz ścianach pojemnika może osadzać się delikatny osad. Spotykany jest też czerwony burczak, lecz jest on bardzo rzadki. 
Burczak ma swoich miłośników, a winiarze potrafią czekać na właściwy moment, w którym wystąpi optymalny stosunek cukru i alkoholu oraz dobra aktywność fermentacji, nawet do późnej nocy. Zawiera witaminy, cukier naturalny, owoce, które czuć w zapachu i smaku, adekwatną kwasowość i drożdże.
Czeska ustawa winiarska określa, że pod nazwą burczak można sprzedawać produkt wyłącznie z tegorocznych winogron i tylko w okresie od 1 sierpnia do 30 listopada właściwego roku kalendarzowego.